# SMACS J0723.3–7327
SMACS J0723.3–7327，通常稱為SMACS 0723，是在南天星座飛魚座內，距離地球40億光年的一個星系團（RA/Dec = 110.8375, −73.4391667）。它是從地球上的南半球可見的一片天空，經常被哈伯太空望遠鏡和其它望遠鏡觀測到，以尋找遙遠的過去。它是詹姆斯·韋伯太空望遠鏡（JWST）拍攝的第一張全彩影像的目標，使用{{link-en|NIR相機|NIRCam]]成像，包括譜密度，顯示了被該星團透鏡化的物體，紅移意味著它們有131億年的歷史。該星系團先前已由哈伯太空望遠鏡（HST）以及普朗克和錢卓，作為南天大質量星團調查（SMACS）的一部分進行了觀測。

在2022年，在SMAC 0723的引力透鏡場中，一些當時最古老的大質量星系團在被稱為"火花星系"的一個透鏡星系中被發現，可能包含第三星族星。

## 外部連結
- SMACS J0723.3-7327 （页面存档备份，存于） STScI. Hubble Legacy Archive website
- NASA’s Webb Delivers Deepest Infrared Image of Universe Yet （页面存档备份，存于） NASA Press release